# Stark Sands
Stark Bunker Sands (Dallas, 30 settembre 1978) è un attore statunitense, attivo in campo teatrale, televisivo e cinematografico.

## Biografia
Nato e cresciuto a Dallas, in Texas, Stark Sands ha studiato recitazione all'University of Southern California.
Dopo la laurea ha fatto il suo debutto nel mondo dello spettacolo nel 2002 con la serie TV, Six Feet Under, prima di debuttare a Broadway nel 2007 con la pièce Journey's End; per la sua interpretazione nel ruolo del tenente Raleigh è stato candidato al Tony Award al miglior attore non protagonista in un'opera teatrale. Dopo aver recitato ne La Tempesta e La dodicesima notte nell'Off Broadway, nel 2011 tornò a recitare a Broadway nel musical dei Green Day American Idiot. L'anno successivo recitò di nuovo a Broadway nel musical Kinky Boots con Billy Porter e per la sua performance nel ruolo di Charlie Price è stato candidato al Tony Award al miglior attore protagonista in un musical, oltre ad aver vinto il Grammy Award per l'album del musical. Attivo anche in campo cinematografico, ha recitato in numerosi film, tra cui A proposito di Davis nel 2015 e The Post nel 2017. Nel 2018 è tornato a Broadway per recitare ne Il buio oltre la siepe.
È sposato dal 2011 con la giornalista britannica Gemma Clarke e nel 2015 la coppia ha avuto un figlio.

## Filmografia

### Cinema
- Piccole bugie travestite (Die, Mommie, Die!), regia di Mark Rucker (2003)
- Ore 11:14 - Destino fatale (11:14), regia di Greg Marcks (2003)
- Amori in corsa (Chasing Liberty), regia di Andy Cadiff (2004)
- Tre ragazzi e un bottino (Catch That Kid), regia di Bart Freundlich (2004)
- Shall We Dance?, regia di Peter Chelsom (2004)
- Pretty Persuasion, regia di Marcos Siega (2005)
- Flags of Our Fathers, regia di Clint Eastwood (2005)
- Day of the Dead, regia di Steve Miner (2008)
- My Sassy Girl, regia di Yann Samuell (2008)
- A proposito di Davis (Inside Llewyn Davis), regia di Joel ed Ethan Coen (2013)
- The Post, regia di Steven Spielberg (2017)

### Televisione
- Six Feet Under - serie TV, 2 episodi (2002)
- Hope & Faith - serie TV, 3 episodi (2004-2005)
- Nip/Tuck - serie TV, 1 episodio (2006)
- Generation Kill - serie TV, 7 episodi (2008)
- NYC 22 - serie TV, 13 episodi (2012)
- Minority Report - serie TV, 10 episodi (2014)
- Law & Order - Unità vittime speciali (Law & Order: Special Victims Unit) - serie TV, 1 episodio (2020)

### Doppiaggio
- I Griffin (Family Guy) - serie TV, 1 episodio (2006)
- American Dad! - serie TV, 2 episodi (2006-2007)

## Doppiatori italiani
Nelle versioni in italiano delle opere in cui ha recitato, Stark Sands è stato doppiato da:
- David Chevalier in Six Feet Under
- Davide Garbolino in Nip/Tuck
- Emiliano Coltorti in Ore 11:14 - Destino fatale
- Stefano Crescentini in Generation Kill
- Davide Perino in Minority Report
- Daniele Raffaeli in The Post
- Marco Vivio in Amore in corsia